# Cordia
Cordia és un gènere de plantes amb flor de la família de les boraginàcies. S'han identificat al voltant de 300 espècies d'arbusts i arbres arreu del món, majoritàriament a les regions tropicals. Com és freqüent a la família, les fulles d'algunes espècies estan recobertes de pilositat. Moltes espècies de Cordia tenen flors fragants i s'utilitzen en jardineria, tot i que les seves flors tenen una durada curta. Les larves d'algunes espècies de lepidòpter s'alimenten de plantes del gènere Cordia, entre elles Endoclita malabaricus i dos minadors de fulles de la família dels bucculatrícids que s'han trobat exclusivament en aquestes plantes: Bucculatrix caribbea i Bucculatrix cordiaella. Algunes espècies tropicals tenen fruits comestibles. A Amèrica Central es coneixen amb el nom vulgar de bocote.

## Llista d'espècies
- Cordia abyssinica R.Br.
- Cordia acuminata Wall.
- Cordia acunae (Moldenke) Alain
- Cordia africana Lam.
- Cordia alnifolia Hornem.
- Cordia alliodora (Ruiz & Pav.) Cham.
- Cordia amplifolia Mez
- Cordia andreana Estrada
- Cordia angustifolia (H.West ex Willd.) Roem. i Schult.
- Cordia appendiculata Greenm.
- Cordia asterothrix Killip
- Cordia bakeri Britten
- Cordia balanocarpa Brenan
- Cordia boissieri A.DC.
- Cordia boliviana Gand.
- Cordia buddeloides Rusby
- Cordia collococca (L.) Sw. ex Griseb.
- Cordia correae J.S.Mill.
- Cordia crenata (Roem. & Schult.) Delile
- Cordia cujabensis Manso i Lhotzky ex Cham.
- Cordia decandra Hook. i Arn.
- Cordia dentata Poir.
- Cordia dewevrei De Wild. i T.Durand
- Cordia dichotoma Gürke en Engl. i Prantl
- Cordia dioica Boj. ex DC.
- Cordia elaeagnoides A.DC. in DC.
- Cordia gerascanthus (L.) Sw. ex Griseb.
- Cordia glazioviana (Taub.) Gottschling & J.S.Mill.
- Cordia globosa Andrieux ex DC.
- Cordia guanacastensis Standl.
- Cordia guaranitica Chodat i Hassl.
- Cordia latora Buch.-Ham. ex Royle
- Cordia linnaei Stearn
- Cordia lutea Lam.
- Cordia macleodii Hook.f. & Thomson[1]
- Cordia martinicensis Roem. & Schult.
- Cordia megalantha S.F.Blake
- Cordia melanoneura Klotzsch
- Cordia millenii Baker
- Cordia minahassae Koord.
- Cordia mollis Pittier
- Cordia monoica Bojer
- Cordia mucronata Fresen.
- Cordia mukuensis Tatón
- Cordia myxa Thwaites
- Cordia natalensis Sond.
- Cordia nesophila I.M.Johnst.
- Cordia nevillii Alston
- Cordia nivea (ex Martius) Fresen.
- Cordia nodosa Lam.
- Cordia obliqua (Ruiz & Pav.) Vell. ex Kunth
- Cordia panamensis L.Riley
- Cordia paraguariensis Chodat & Hassl.
- Cordia parvifolia Hemsl.
- Cordia perlonga Fernald
- Cordia pringlei B.L.Rob.
- Cordia reticulata Roth
- Cordia rupicola Urb.
- Cordia salviifolia H.B. & K.
- Cordia sebestena Forssk.
- Cordia subcordata Lam. - kou en idioma Hawaii
- Cordia sulcata DC.
- Cordia thaisiana G.Agostini
- Cordia trichotoma (Vell.) Steud.

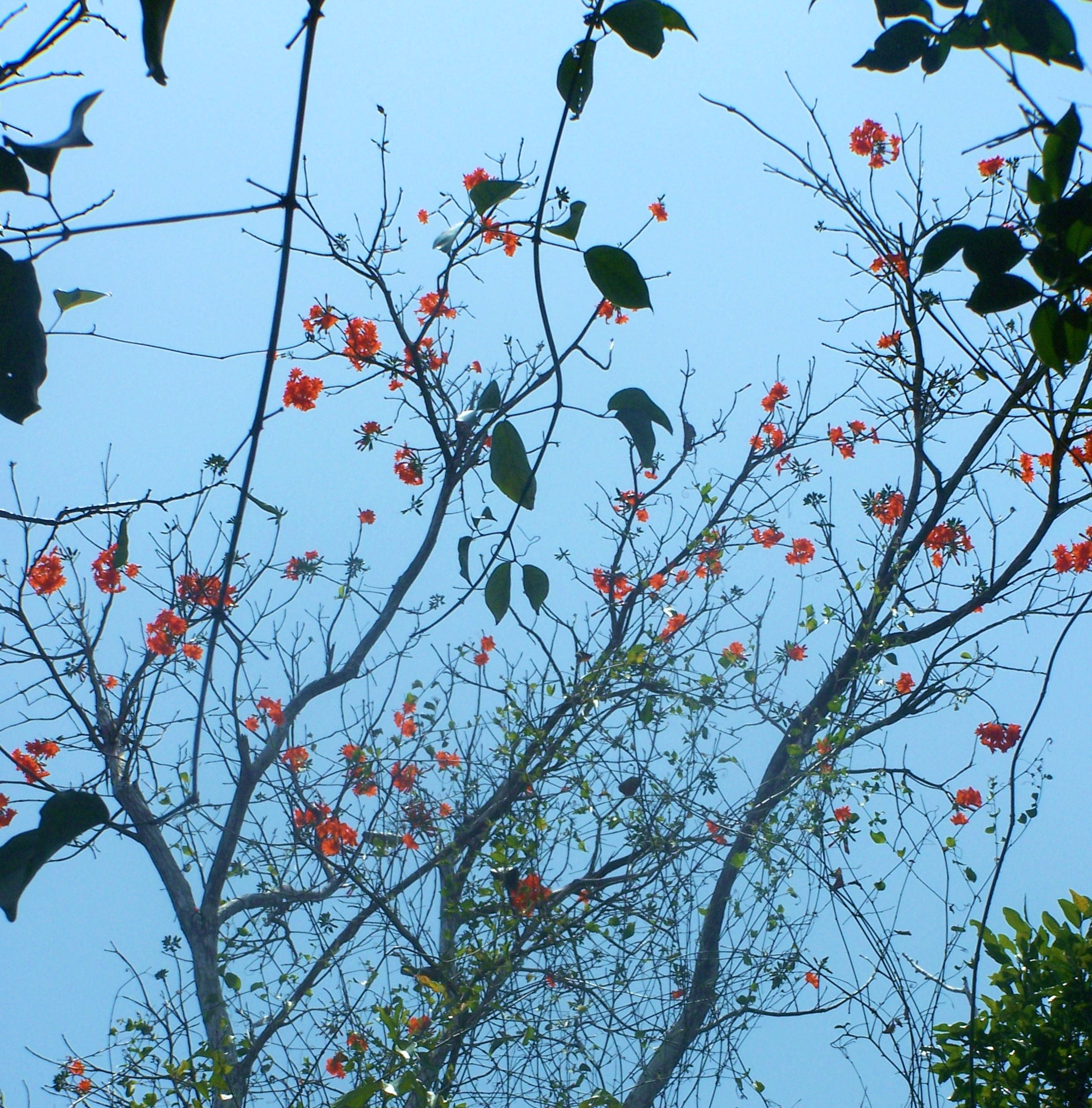
Branques de Cordia dodecandra
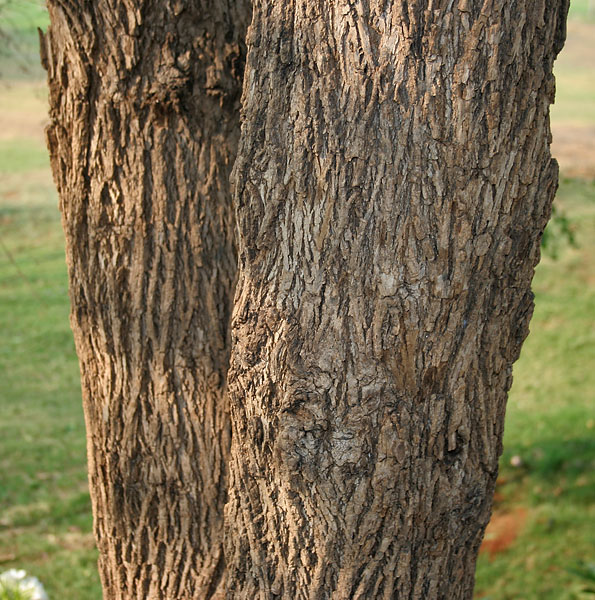
Tronc de Cordia dichotoma, a l'Estat de Hyderabad (Índia)
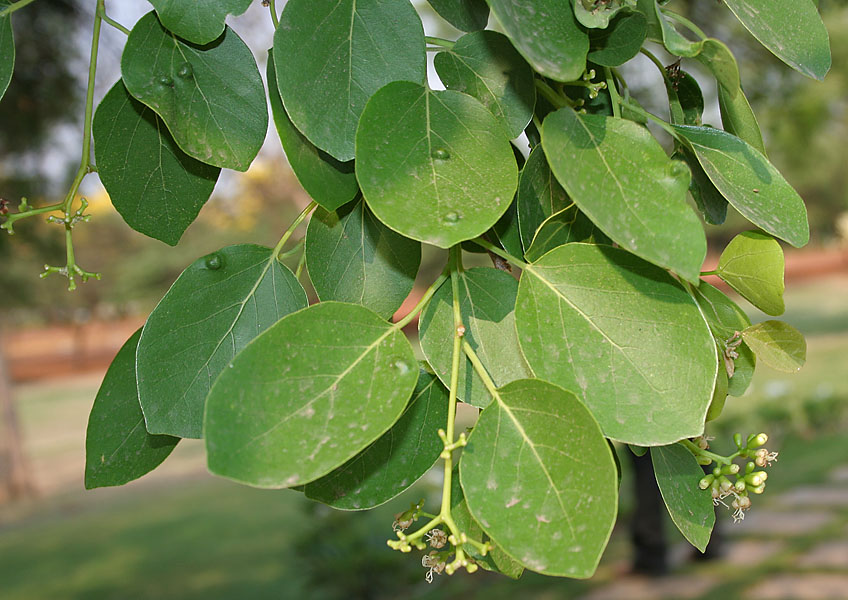
Fulles de Cordia dichotoma
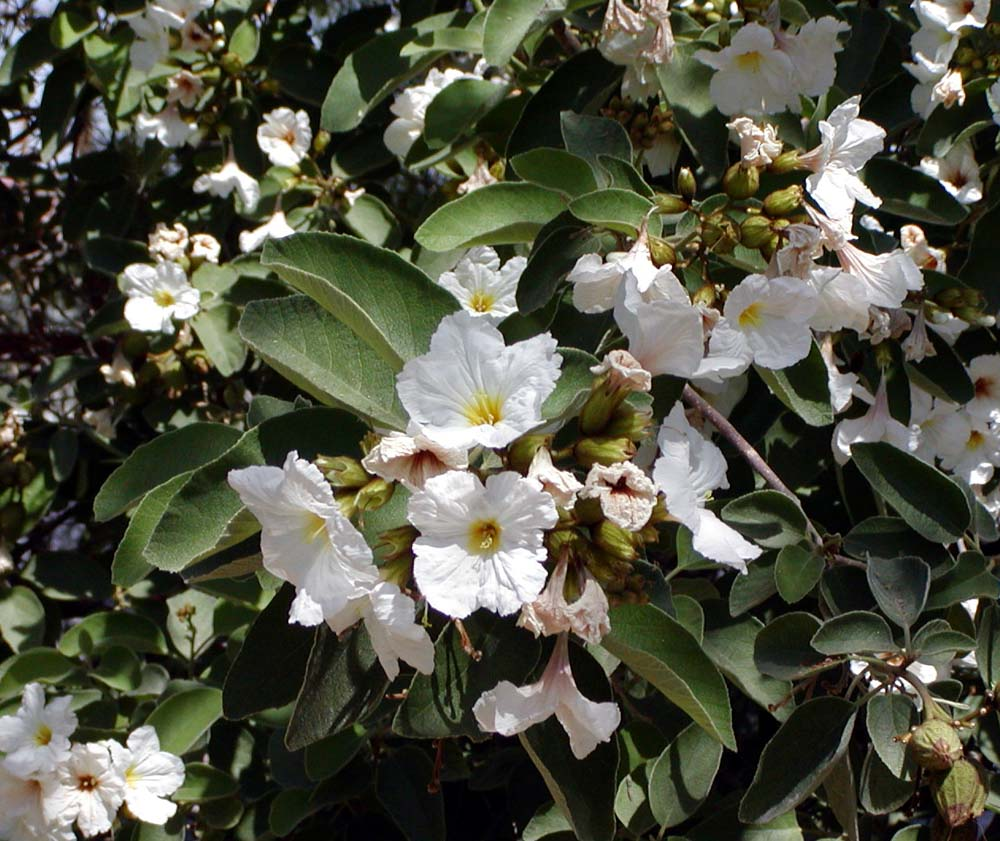
Flors de Cordia boisseri
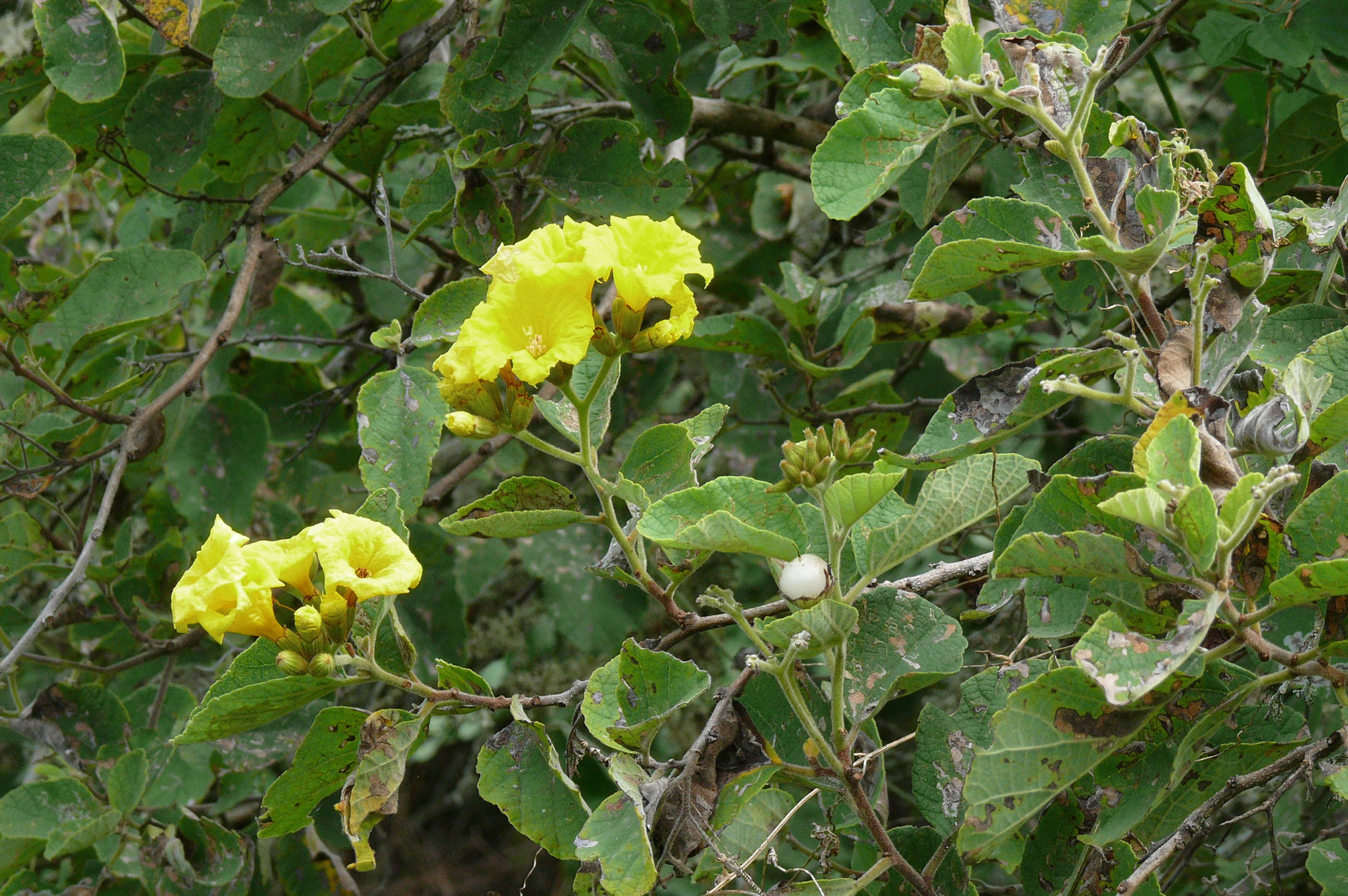
Fulles i flors de Cordia lutea, Santa Cruz (Galápagos)
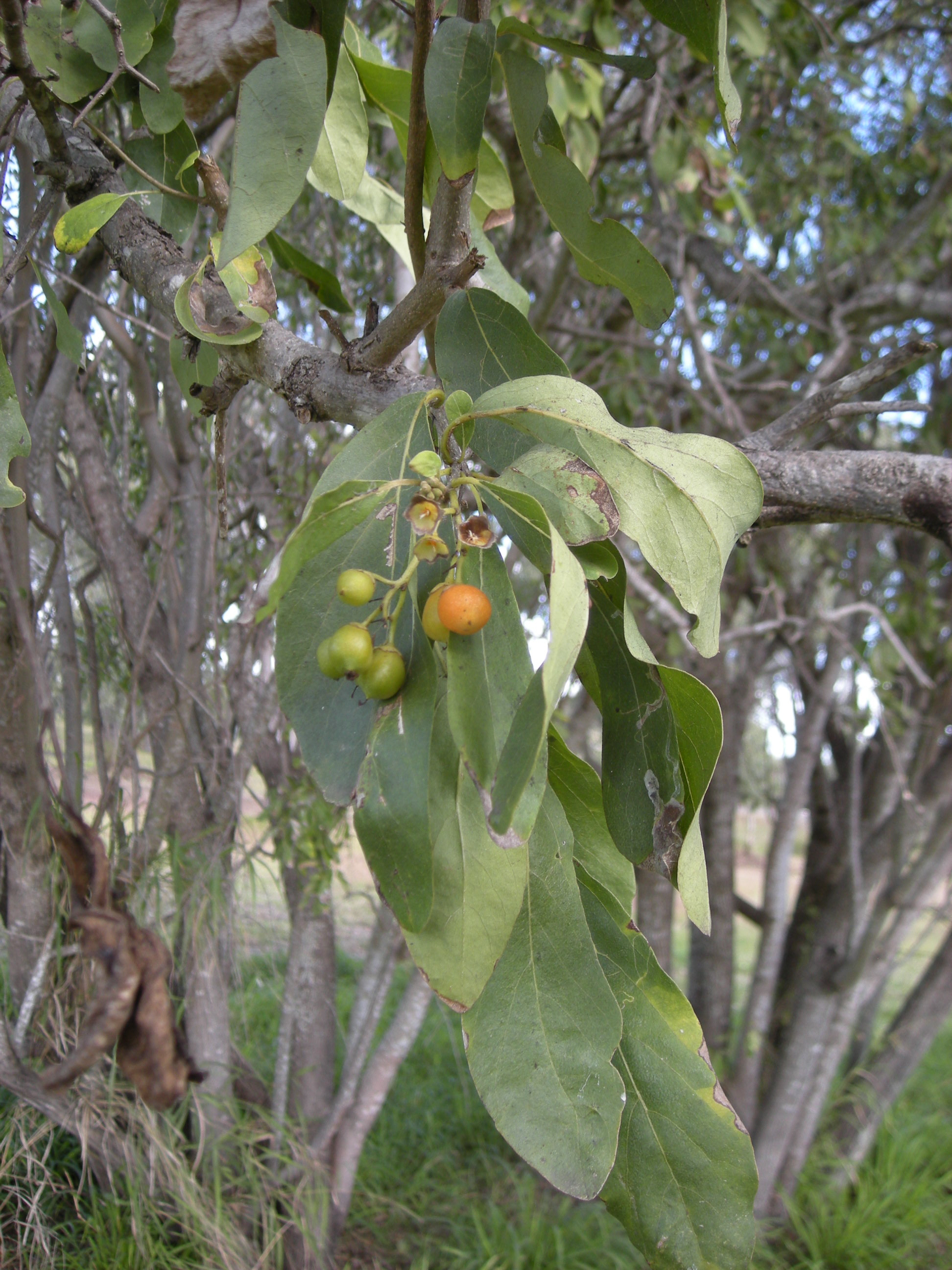
Fulles i fruit de C. sinensis
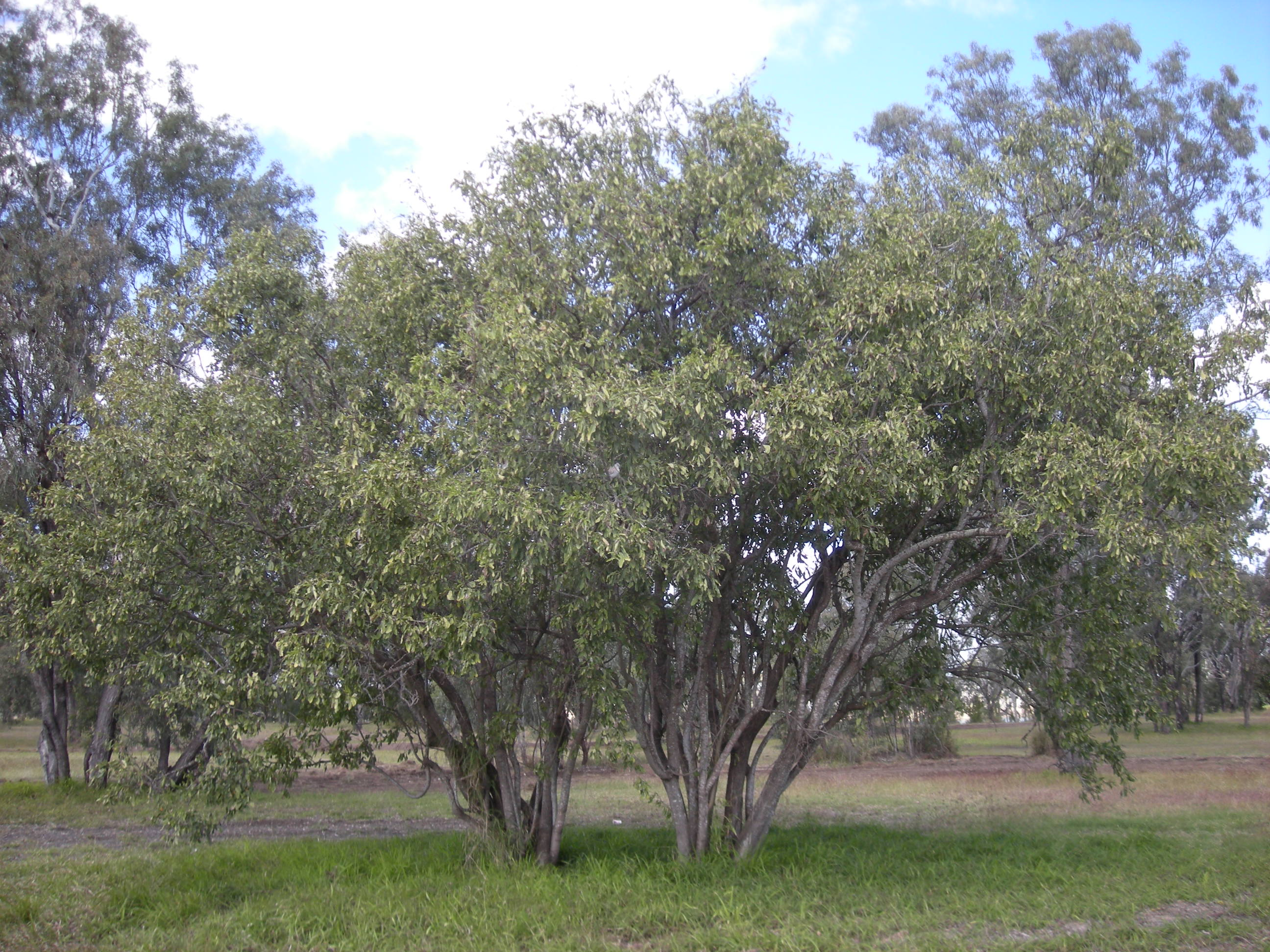
Arbres de C. sinensis